# Linping Road
Linping Road (临平路; Pinyin: Línpíng Lù) is een station van de metro van Shanghai in het district Hongkou. Het station wordt bediend door lijn 4. 
Het ondergronds station ligt aan de kruising van Feihong Road (飞虹路) en Linping Road. Het station is vanaf straatniveau bereikbaar via vier verschillende ingangen. Toegang tot de drie sporen verloopt via een eilandperron en een zijperron. Het middelste van de drie sporen, aan een zijde van het eilandperron wordt standaard niet gebruikt.
Het metrostation van Linping Road werd op 31 december 2005 ingehuldigd.
← Yishan Road · Shanghai Indoor Stadium · Shanghai Stadium · Dong'an Road · Damuqiao Road · Luban Road · South Xizang Road · Nanpu Bridge · Tangqiao · Lancun Road · Pudian Road · Century Avenue · Pudong Avenue · Yangshupu Road · Dalian Road · Linping Road · Hailun Road · Baoshan Road · Station Shanghai · Zhongtan Road · Zhenping Road · Caoyang Road · Jinshajiang Road · Zhongshan Park · West Yan'an Road · Hongqiao Road → 

Lijnen van de metro van Shanghai: 1 · 2 · 3 · 4 · 5 · 6 · 7 · 8 · 9 · 10 · 11 · 12 · 13 · 14 · 15 · 16 · 17 · 18 · Pujiang Line